# Taber
Taber fou una marca catalana de motocicletes, fabricades a Barcelona entre 1952 i 1955. Les Taber eren estèticament molt reeixides i incorporaven solucions tècniques avançades, amb un motor de 125 cc (inicialment un Pons, i després un de fabricació pròpia).